# 広島市文化交流会館
広島市文化交流会館（ひろしましぶんかこうりゅうかいかん）は、広島県広島市中区加古町にある、広島市が所有する多目的施設。

## 概要
会議室・宴会場・結婚式場・レストランなどからなる複合型宿泊施設で、市内最大の収容規模を誇る多目的ホールを併設しており、各種コンサート・ライブ・演劇などの会場として広く使われている。
広島平和記念公園のすぐそばに位置し、本川側には、巨大な球体のオブジェが、隣にはアステールプラザがある。
2010年3月31日までは厚生年金保険加入者の福祉増進を目的として社会保険庁が設置した厚生年金福祉施設（厚生年金会館）の一つである広島厚生年金会館（ひろしまこうせいねんきんかいかん）であった。

## 歴史
1980年広島市の政令指定都市への移行を控え、要望の強かった大型多目的ホールを備えた宿泊施設として誘致された。
1985年10月12日、広島市中央卸売市場跡地に、広島厚生年金会館として開館。1990年公共建築賞受賞。1999年に音響などホールを改修。2000年代に入り、愛称としてウェルシティ広島とも呼ばれる様になった（「ウェルシティ」は厚生年金会館の共通愛称）。社会保険庁に関連する財団法人厚生年金事業振興団が運営していた。
2000年代にはいると、他の厚生年金会館と同様に赤字補填に実質的に税金が投入されているとの批判が高まったこともあって、施設保有権が独立行政法人年金・健康保険福祉施設整理機構 (RFO) に移された後、2010年9月末までに廃止・民間への売却が予定されていた。これに対し、地元の音楽家らを中心に存続運動を起し、署名を集めている。市も呼応し存続に向け動き出すも、市内では同時期に広島郵便貯金ホール（現：上野学園ホール）（中区白島）の閉鎖問題も浮上したため県にも働きかけた。協議の結果、厚生年金会館は市が、郵貯ホールは県が主体となり取り組むことが決定された。
広島市は周辺区域を含めた都市計画事業「広島市民文化会館（仮称）整備事業」を策定、広島県知事が2009年5月7日付けで土地収用法第20条の規程に基づき事業認定を行ったことをうけて、RFOは施設を含めた不動産を広島市に売却することに決定、2009年8月5日に広島市と不動産売買仮契約を締結した。後に広島市議会の議決を経て正式契約をむすび、2010年3月31日を以て厚生年金事業振興団による運営を終了。翌日からは広島市が選定した指定管理者である広島アートウインド運営企業体（Fun Space、テレビ新広島、ハンズオン・エンタテインメントなどによる合弁企業体）による運営となり、名称も「広島市文化交流会館」に改めている。
2012年9月4日、広島市はホール部分の命名権を、広島文化学園大学などを運営する「学校法人広島文化学園」が取得したと発表。これによりホールに関して「広島文化学園HBGホール」の名称が同年11月1日より2017年3月31日まで使用が決定。2017年3月に2022年3月まで契約延長された。

## 施設概要
- 宿泊施設（宿泊室数 : 72室、宿泊定数 : 89名）
- 大ホール 
  - 形式 : アリーナ型
  - 収容席数 : 2,001席（1階 : 1,144席、2階 : 857席）
  - ステージ : 間口20m×奥行16m×天井高11m
- 会議場 : 1室（40畳規模）
- 洋室 : 5室（270名、90名、66名、40名、32名）
- 結婚式場
  - チャペル、神殿
  - ウェディングルーム : 4室（最大280名）
- その他にレストラン、喫茶ラウンジを完備

## 交通
- 広島電鉄
  - 広島電鉄宇品線に乗車、市役所前停留場下車、西へ徒歩約7分
  - 広島電鉄江波線に乗車、舟入町停留場下車、東へ徒歩約5分
- 広島バス
  - JR広島駅方面より24号線（吉島線）に乗車、「加古町｣下車、徒歩1分
- 広島バスセンター（紙屋町）から徒歩約15分[9]